# Aermacchi
A Aermacchi, originalmente: Aeronautica Macchi é uma indústria aeronáutica italiana fundada em 1913, por Giulio Macchi. Fica localizada em Varese, uma comuna situada 55 km ao norte de Milão, na região da Lombardia. 

## Histórico

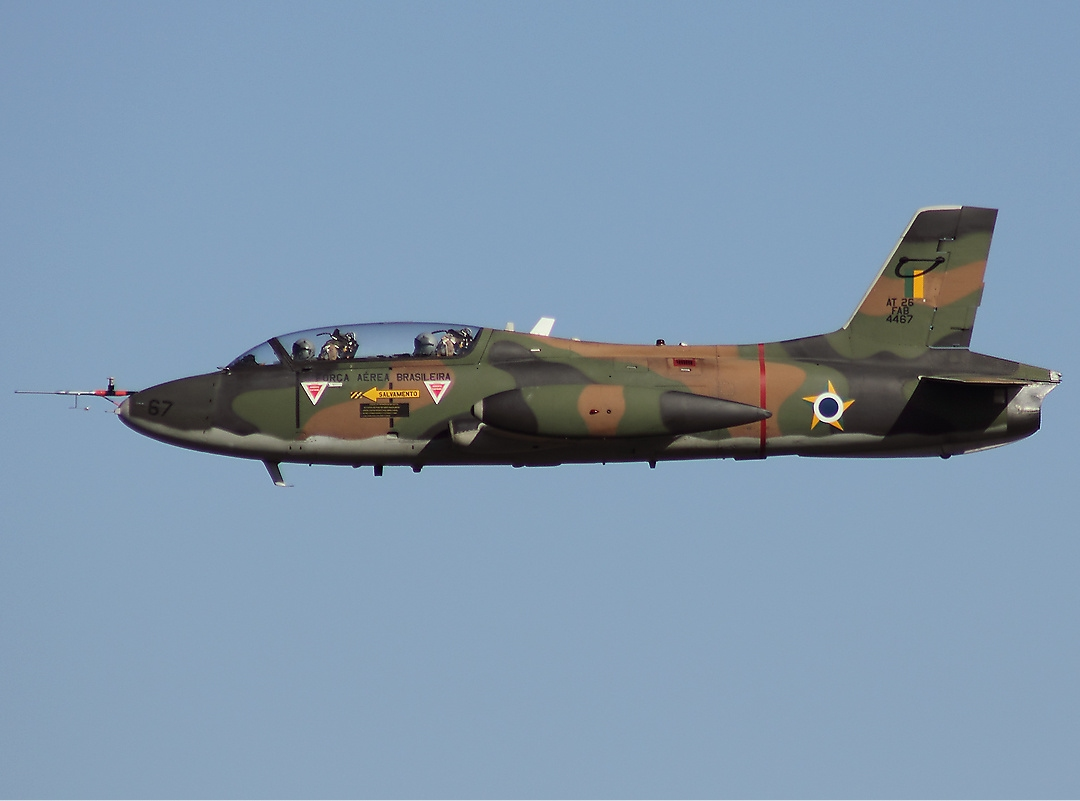
Aermacchi MB-326.

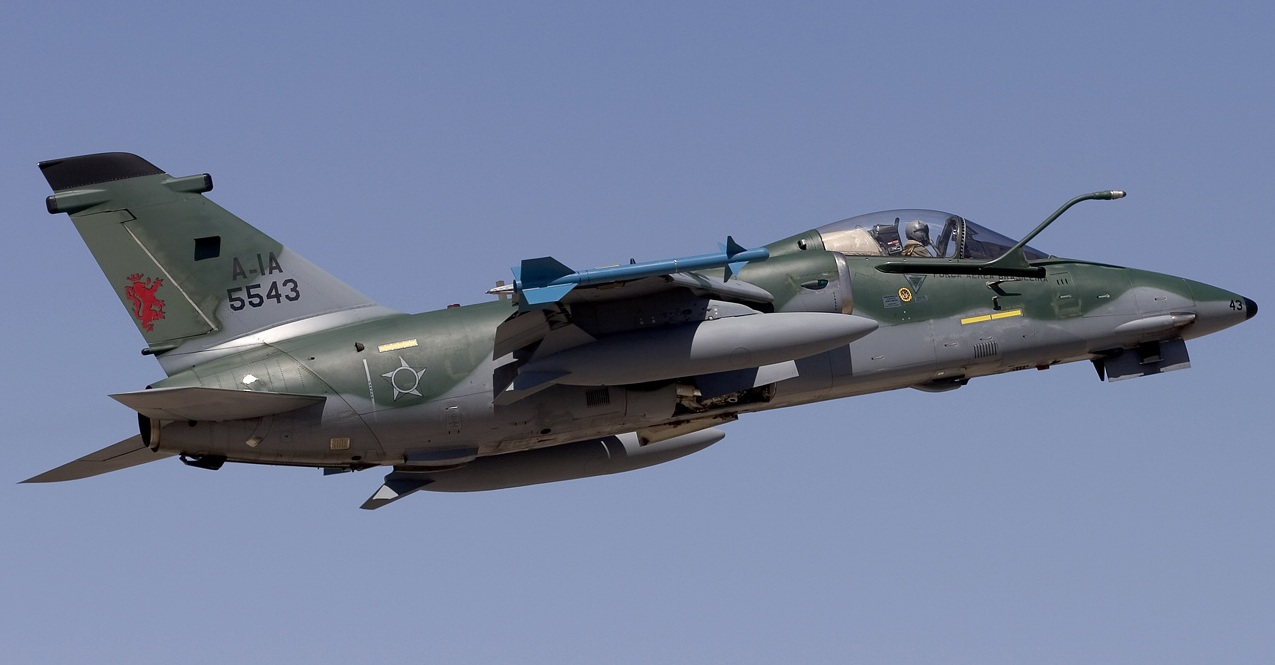
AMX International AMX.

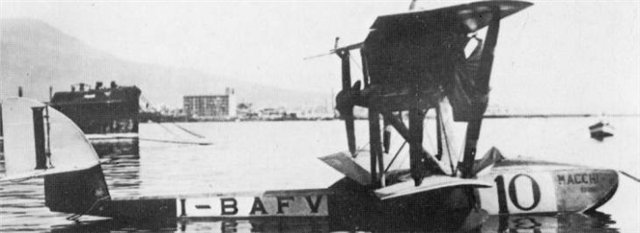
Macchi M.7bis.

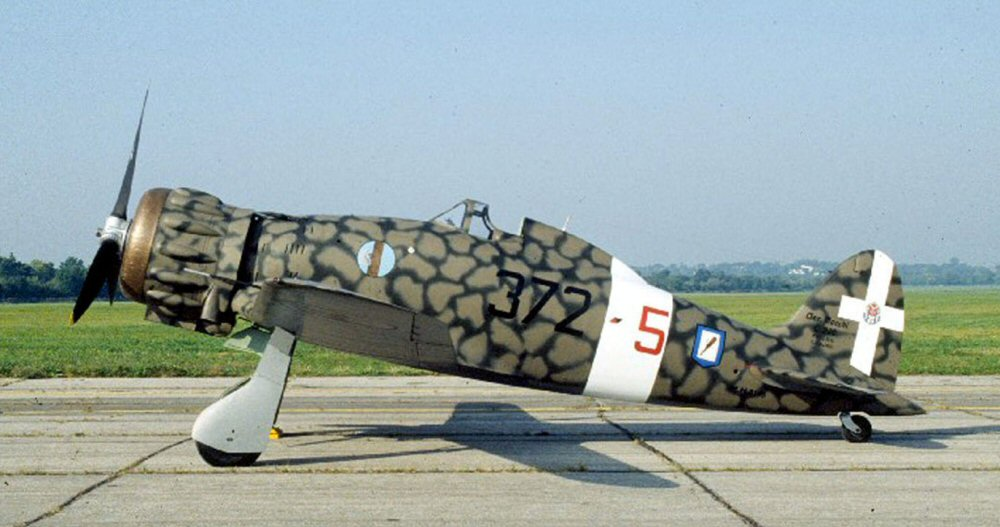
Macchi M.C.200 Saetta.

Durante a Primeira Guerra Mundial, a companhia de Varese construiu caças que foram pilotados pelos maiores ases da aviação italiana, mais tarde entrou no setor de hidroaviões e conseguiu prestígio ganhando algumas competições, como: a Copa Schneider de 1926 e estabelecendo o recorde mundial de velocidade em 1934.

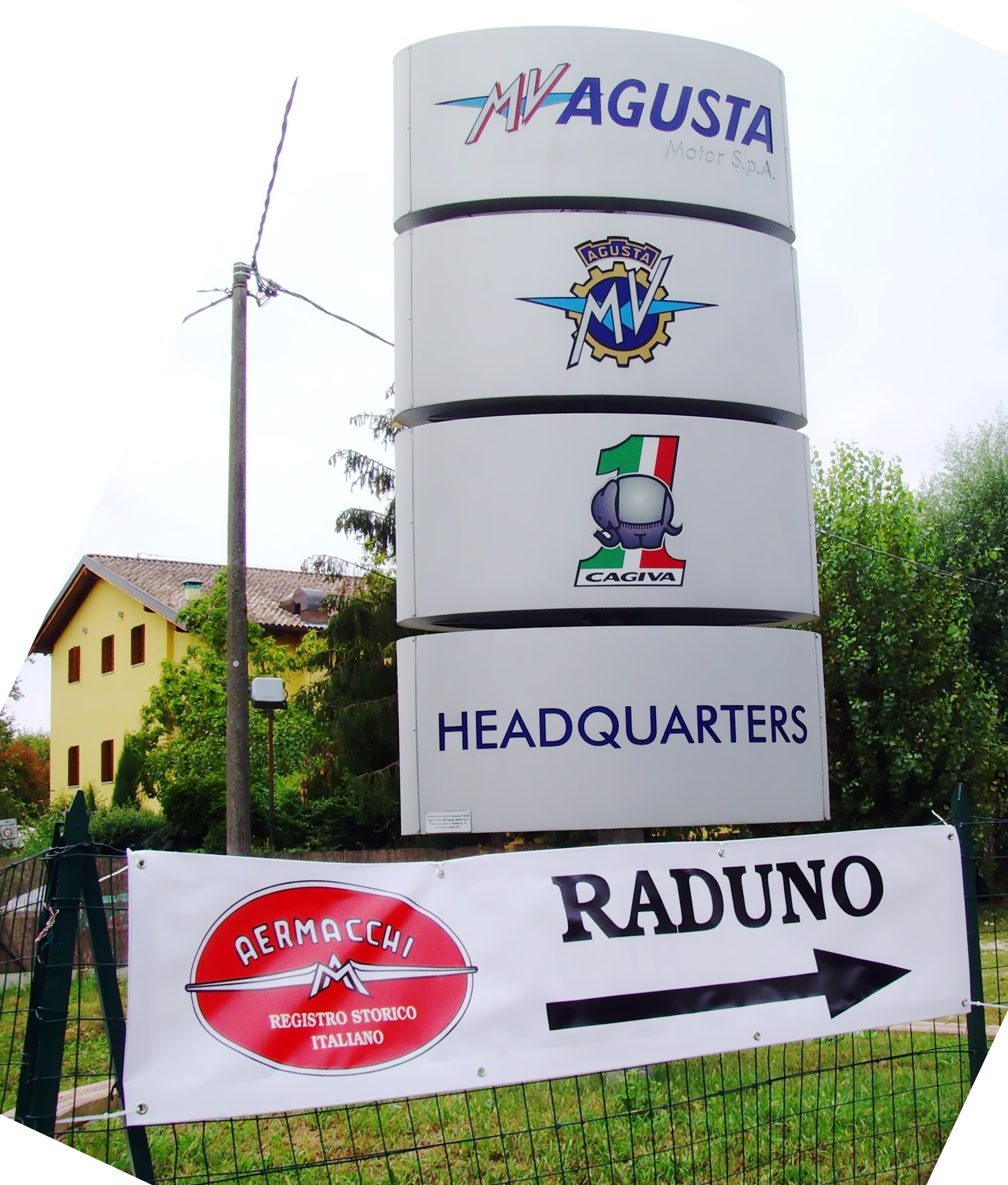
Faixa relativa ao evento
Aermacchi Revival
em Varese, 2010.

Durante a Segunda Guerra Mundial, a Macchi também produziu excelentes aviões de caça, estando entre as quatro maiores fornecedoras do total de aviões produzidos na Itália naquele período. Depois de 1945, a empresa estabeleceu uma reputação de lideranças na fabricação de treinadores, inclusive a jato. Entre as décadas de 1950 e 1970 a Macchi produziu também motocicletas. Em 1997 a Aermacchi adquiriu a SIAI Marchetti e em 2003, ela foi adquirida pela Finmeccanica. E em 1 de janeiro de 2012, todas as companhias aeronáuticas do grupo foram fundidas sob o nome de Alenia Aermacchi.
A empresa, atualmente, é especializada no desenvolvimento e construção de aeronaves de treinamento civil e militar.

## No Brasil
A Aermacchi tem um longa história de parcerias com a Embraer, desde a produção sob licença do EMB-326 Xavante, até a fabricação conjunta do AMX.

## Aviões

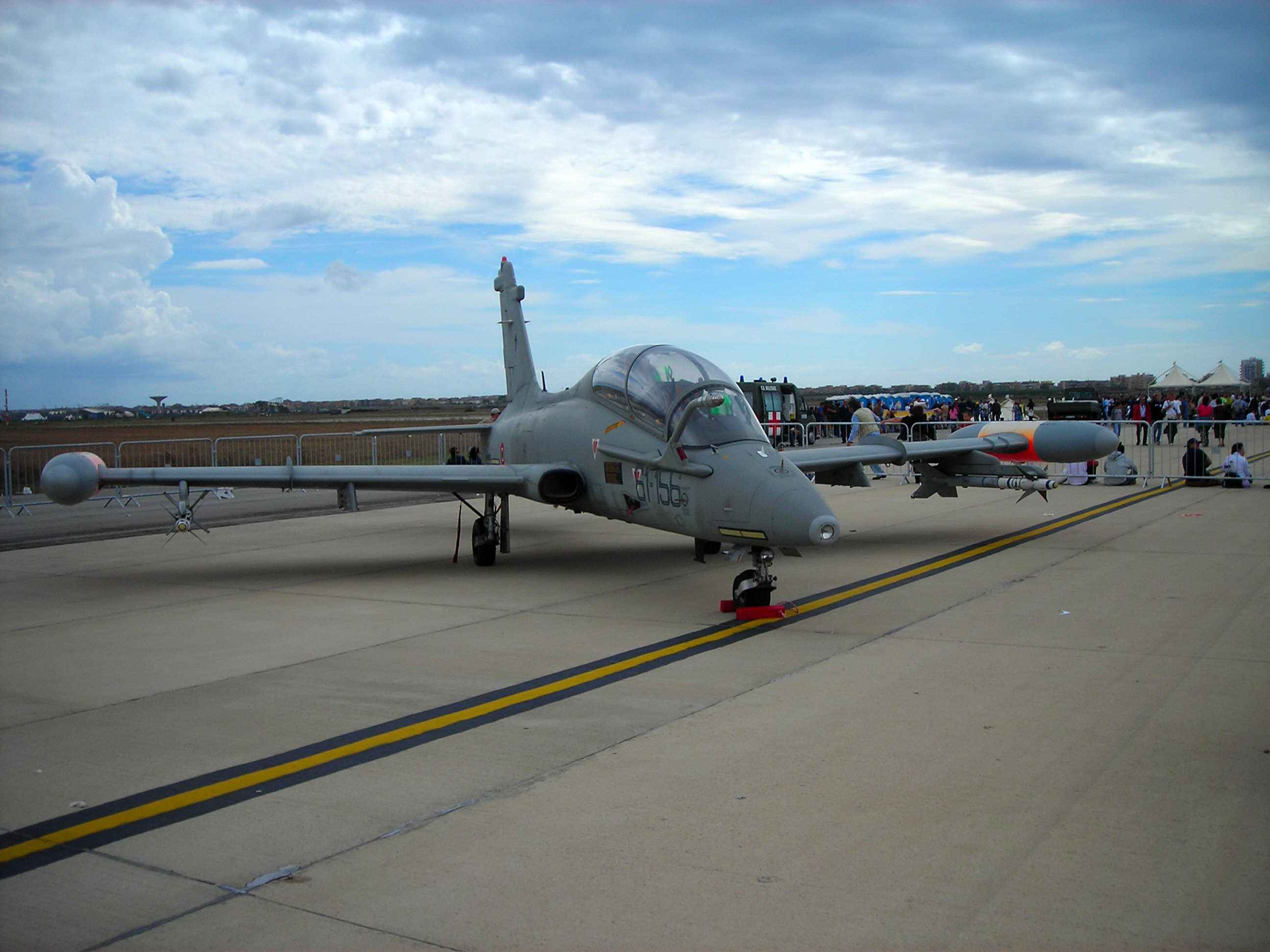
Aermacchi MB-339CD.

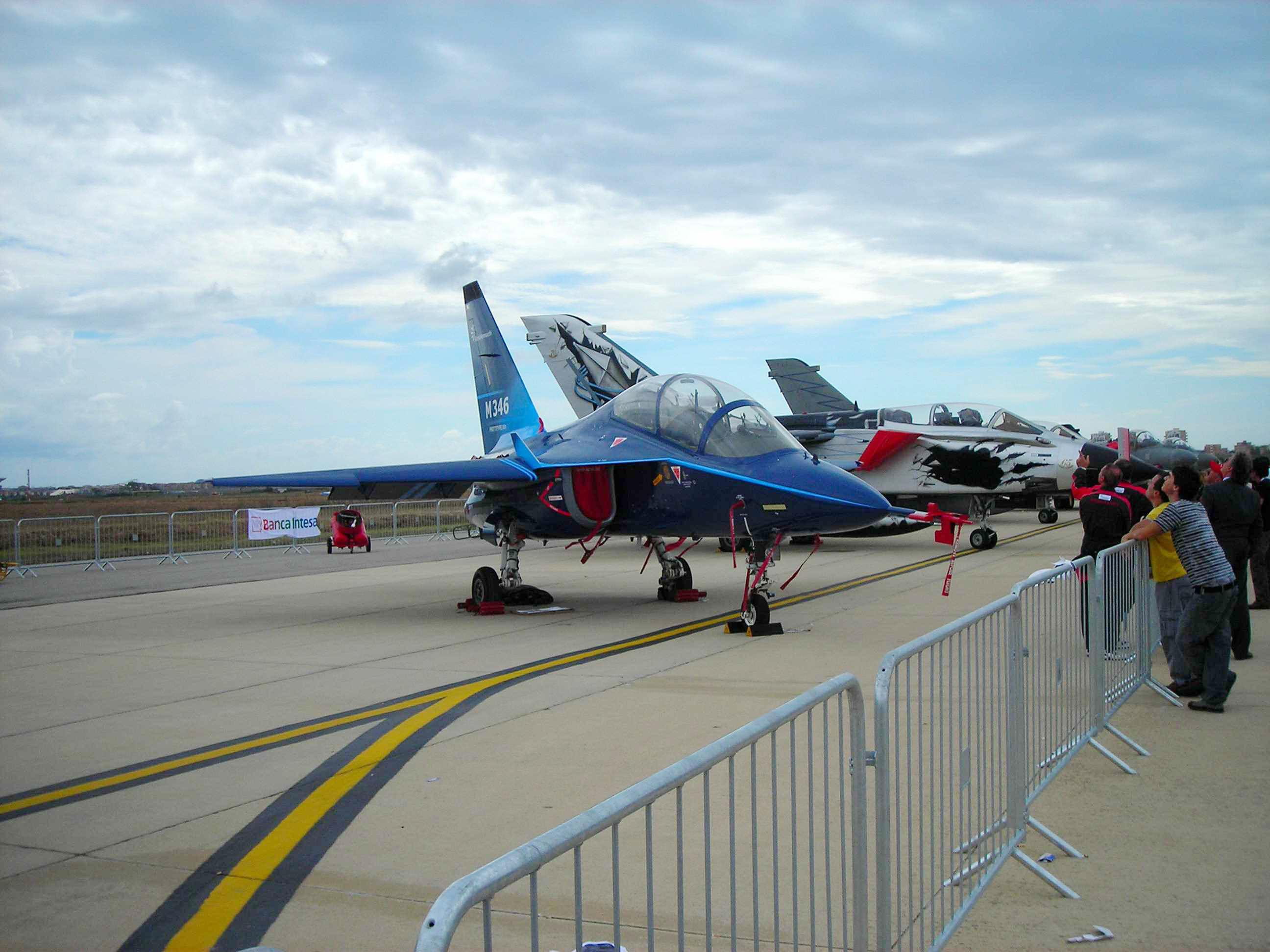
Aermacchi M-346.

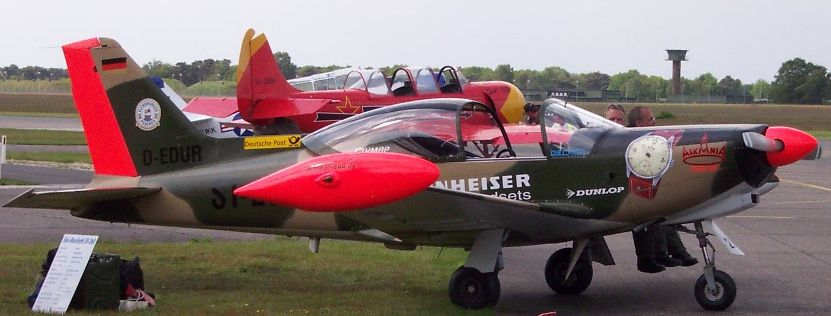
Aermacchi SF260.

Lista de aviões produzidos pela Aermacchi:

### Na Primeira Guerra Mundial
- Macchi L.1 - hidroavião de reconhecimento
- Macchi L.2 - hidroavião biplano
- Macchi M.3 - hidroavião biplano (1916)
- Macchi M.5 - hidroavião de caça (1917)
- Macchi M.6 - protótipo de hidroavião de caça (1917)
- Macchi M.7 - hidroavião caça (1918)
- Macchi M.8 - hidroavião de reconhecimento, bombardeiro (1917)
- Macchi M.9 - hidroavião bombardeiro (1918)
- Macchi M.12 - hidroavião bombardeiro (1918)
- Macchi M.14 - caça sesquiplano (1918)

### Entre as Guerras
- Macchi M.7bis - hidroavião de corrida para a Copa Schneider (1920)
- Macchi M.15 - avião de reconhecimanto, bombardeiro e treinamento (1922)
- Macchi M.16 - avião esportivo (1919)
- Macchi M.17bis - hidroavião de corrida para a Copa Schneider (1922)
- Macchi M.18 - hidroavião de transporte, bombardeiro e reconhecimento
- Macchi M.19 - hidroavião de corrida para a Copa Schneider (1920)
- Macchi M7ter - hidroavião de caça (1923), evolução do M.7
- Macchi M.24 - hidroavião bombardeiro (1924)
- Macchi M.26 - protótipo de hidroavião de caça (1924)
- Macchi M.33 - hidroavião de corrida para a Copa Schneider (1925)
- Macchi M.39 - hidroavião de corrida para a Copa Schneider (1926)
- Macchi M.40 - hidroavião de reconhecimento (1928)
- Macchi M.41 - hidroavião de caça (1927)
- Macchi M.52 - hidroavião de corrida para a Copa Schneider (1927)
- Macchi M.52R - hidroavião de corrida para a Copa Schneider (1929)
- Macchi M.53 - hidroavião de reconhecimento (1929)
- Macchi M.67 - hidroavião de corrida para a Copa Schneider (1929)
- Macchi M.70 - biplano leve avião/hidroavão (ca. 1929)
- Macchi M.71 - hidroavião de caça (1930)
- Macchi M.C.72 - hidroavião de corrida para a Copa Schneider (1931)
- Macchi M.C.94 - hidroavião comercial (1935)
- Macchi M.C.100 - hidroavião de passageiros (1939)
- Macchi M.C.200 Saetta - caça (1939)

### Na Segunda Guerra Mundial
- Macchi M.C.202 Folgore - caça (1941)
- Macchi M.C.205 Veltro - caça (1942)

### Depois da Segunda Guerra
- Macchi M.B.308 - avião utilitário (1948)
- Macchi M.B.320 - avião utilitário civil leve (1949)
- Macchi M.B.323 - treinador (1952)
- Aermacchi MB-326 - treinador e ataque leve (1957)
- Aermacchi AL-60 - avião utilitário civil leve (1959)
- Aermacchi SF.260 - avião acrobático e de treinamento militar (1964)
- Aermacchi MB-335 - desenho inicial do AM.3
- Aermacchi AM.3 - avião utilitário militar (1967)
- Aermacchi MB-338 - treinador (early 1970s)
- Aermacchi MB-340 - avião leve de ataque ao solo (início da década de 1970)
- Aermacchi MB-339 - treinador (1976)
- Aermacchi S-211 - treinador (1981)
- Aermacchi M-290 RediGO - treinador (1985)
- Alenia Aermacchi M-346 Master - treinador (2004)
- Alenia Aermacchi M-311 - treinador (2005)